# Aileen Wuornos
Aileen Carol Pittman, conhecida como Aileen Wuornos, (Rochester, 29 de fevereiro de 1956 — Bradford County, 9 de outubro de 2002), foi uma assassina em série e prostituta dos Estados Unidos, condenada por sete assassinatos entre 1989 e 1990. Wuornos afirmava que agiu em legítima defesa, se protegendo quando os clientes tentaram estuprá-la, embora ela constantemente mudasse seus relatos dos acontecimentos. Ela foi presa em janeiro de 1991 e recebeu seis sentenças de morte, nos julgamentos que foram de 1992 a 1993. Wuornos foi executada em outubro de 2002, na Prisão Estadual da Flórida, via injeção letal.

## Biografia

### Infância e Adolescência
Aileen Carol Pittman nasceu em Rochester, Michigan, EUA, em 29 de fevereiro de 1956. Filha de Diane Wuornos e Leo Dale Pittman (que casaram dois anos antes de ela nascer), era o segundo filho do casal, sendo Keith o primeiro, nascido em fevereiro de 1955.
Quando Aileen nasceu, Leo estava preso por ter estuprado e assassinado uma menina de 7 anos. Leo PIttman foi preso em 1969 e se suicidou. Aileen nunca o conheceu. Em 1960, Diane deixou os filhos aos cuidados dos avós maternos, Lauri e Brita Wuornos.
Aos 6 anos, AIleen teve seu rosto deformado após ser queimada com fluido de um isqueiro, numa brincadeira com seu irmão. Aos 11, Aileen começou a praticar atos sexuais, às vezes com o próprio irmão, em troca de comida e drogas.
Durante sua infância, Aileen foi abusada sexualmente por seu avô, que a obrigava a tirar a roupa e depois a espancava. Em 1970, com 14 anos, Aileen engravidou após ser estuprada por um amigo do avô e deu à luz, mas entregou o bebê para adoção. Algum tempo depois, largou a escola e sua avó morreu. Em 1971, aos 15 anos, foi expulsa de casa e começou a se prostituir.
Em 27 de maio de 1974, Aileen, sob o nome de Sandra Kretsch, foi presa no Condado de Jefferson por dirigir alcoolizada, conduta desordeira (ficar embriagada em público) e atirar em um veículo, mas não compareceu ao julgamento.
Dois anos depois, conheceu Lewis Gratz, dono de um clube de iate, com quem casou. Wuornos continuava a se envolver em brigas de bar e foi presa. Ela bateu em Gratz com a bengala dele e teve uma ordem de restrição. Em julho de 1976 Wuornos voltou a Michigan e foi presa por agressão e por ter atirado uma bola de sinuca na cabeça de um bartender. No dia 17, Keith morreu de câncer no esôfago e Aileen recebeu 10 mil dólares do seu seguro de vida. No dia 21, seu casamento com Gratz foi anulado.

### Os Crimes
Em 20 de maio de 1981, Wuornos foi detida em Edgewater, Flórida, por assalto armado a uma loja de conveniência. Ela foi presa em 4 de maio de 1982 e liberada em 30 de junho de 1983. Um ano depois, foi detida por usar cheques fraudados e, em novembro de 1985, se tornou suspeita de um roubo de um revólver e munição no Condado de Pasco.
Em janeiro de 1986, foi presa, sob o nome de Lori Grody, por roubo de carro e obstrução de justiça. A polícia de Miami encontrou um revólver calibre .38 e uma caixa de munição no carro roubado. Em junho, foi detida por ter apontado uma arma para um carro e pedido 200 dólares. A polícia encontrou uma pistola .22 no seu carro.
Nesse meio tempo, Aileen conheceu Tyria Moore em um bar gay de Daytona Beach. Elas começaram a namorar e foram morar juntas, Aileen as sustentava com dinheiro da prostituição. Em julho de 1987, elas foram detidas por agressão. Um ano depois, Aileen acusou um motorista de ônibus de agressão.
A partir de 1989, Aileen começou a pegar carona pela Flórida como prostituta. Em 13 de dezembro do mesmo ano, o corpo de Richard Mallory foi encontrado numa interestadual em Volusia. Ele fora baleado três vezes e enrolado em um tapete. Em 1º de junho de 1990, a polícia encontrou o corpo de David Spears. No dia 6, o corpo de Charles Carskadoon. No dia 7, encontraram o carro de Peter Siems, com os vidros quebrados e sangue nos bancos. Em 4 de agosto, o corpo de Troy Eugene Burress foi encontrado na Floresta Nacional de Ocala. A polícia também encontrou o corpo de Charles Richard em 12 de setembro, e o de Walter Gina Antonio em 19 de novembro. Todos os corpos eram de homens com idade de 40 a 65 anos, encontrados na mesma região e baleados com um revólver calibre .22.
A polícia então, pensando que poderiam estar com um assassino em série à solta, reviram o ocorrido em 4 de julho de 1990: Rhonda Bailey relatou ao bombeiro Hubert Hewet que vira um acidente de carro na frente de sua casa, duas mulheres, uma morena e outra loira ferida no braço, desceram discutindo. Rhonda oferecera ajuda, mas elas negaram, e saíram caminhando. Rhonda chamou o socorro.
Hewet avisou o xerife de Marion, Steve Binegar, que investigou de quem era o carro: Peter Siems, desaparecido desde julho. Binegar divulgou o retrato falado das duas suspeitas à imprensa, e recebeu várias pistas: um homem disse que duas mulheres, Tyria Moore e Lee, alugaram um de seus trailers no ano anterior; a dona de um hotel disse que Tyria e Susan Blahovec trabalharam para ela; uma pessoa não identificada disse que Tyria e Susan eram uma dupla.
A polícia de Port Orange traçou o movimento de Lee e Tyria. Elas haviam ficado no Fairview Motel em Harbor Oaks, onde Lee se registrou como Cammie Marsh Greene. A polícia checou as licenças de motorista de Lee/Cammie/Susan e Tyria. Depois, verificou os recibos em lojas de penhores: Cammie assinara um recibo e dera a impressão digital em Daytona, ao deixar uma câmera e um radar (de Richard Mallory) em dezembro de 1989; penhoraram o anel de Walter Gino em dezembro de 1990; a mala de ferramentas de David Spears foi encontrada em Ormons Beach.
A polícia procurou a digital deixada na loja de penhores e a localizaram em um nadado contra Lori Grody. Sua digital combinava com a impressão encontrada no carro de Peter Siems.
O Centro Nacional de Informação Criminal descobriu que Susan Blahovec, Cammie Marsh Greene e Lori Grody eram pseudônimos de Aileen Wuornos.

### A Prisão
Em 5 de janeiro de 1991, a polícia colocou investigadores disfarçados de traficantes em localidades do Estado da Flórida. Eles encontraram Aileen Wuornos em um pub de Port Orange, no Condado de Volusia, na Flórida. Quatro dias depois, no dia 9 de janeiro, Aileen foi presa no pub The Last Resort, com um mandato contra Lori Grody.
Tyria Moore foi localizada alguns dias depois, em Pittston, na Pennsylvania. Ela depôs em troca de imunidade. Tyria, que sabia de todos os assassinatos de Alieen, conversou, instruída pela polícia, por telefonemas com ela, esperando conseguir confissão.
A primeira ligação ocorreu em 14 de janeiro de 1991. Aileen achava que havia sido presa por violação de uso de armas sob o nome de Lori Grody. Depois de alguns dias e telefonemas, Aileen acabou sendo descuidada em suas conversas, chegando a falar que Tyra poderia falar para a polícia toda a verdade sobre os crimes, para que Tyria não fosse presa.
Os policiais descobriram um armazém alugado por Aileen, onde encontraram ferramentas de David Spears e Walter Gino Antonio, além de uma câmera e do barbeador de Richard Mallory. Confrontada sobre essas provas, Aileen confessou em 16 de janeiro de 1991, alegando que Tyria era inocente. Aileen, no entanto, alegou ter matado por legítima defesa e, depois de ser estuprada pelos homens.
Em razão da notoriedade dos crimes e da cobertura da mídia, Aileen tinha destaque. Quanto mais famosa se sentia, mais crimes confessava.
Em razão das coberturas jornalísticas, Aileen Wuornos tornou-se centro das atenções. Arlene Pralle, uma criadora de cavalos, tomando conhecimento da história da Aileen nos jornais, enviou-a uma carta, escrevendo que seguia as ordens de Jesus para tentar defendê-la. Em 30 de janeiro, Aileen ligou para Arlene, que virou sua defensora e grande amiga. Pralle deu várias entrevistas, dizendo que Wuornos era boa e pura, enfatizando os problemas que Aileen tivera durante sua infância. Em novembro de 1991, Arlene Pralle e seu marido adotaram Aileen Wuornos em um Programa

### O Julgamento
Em 14 de janeiro de 1992, Aileen foi a julgamento acusada de matar Richard Mallory. As provas da acusação eram sólidas. Em seu testemunho, Tyria disse que Aileen não parecera muito abalada quando lhe contara do assassinato.
Como a Flórida possui uma lei chamada “Regra Williams”, evidências de outros crimes foram usadas para demonstrar o padrão de comportamento de Aileen. Com isso, a afirmativa de Aileen sobre ter cometido os sete assassinatos por legítima defesa, caiu por terra. Segundo ela, Richard a havia estuprado e a torturado, mas a acusação mostrou inconsistências na história e mostraram os vídeos de sua confissão.
A defesa de Aileen declarou que ela era mentalmente doente, sofria de transtorno de personalidade fronteiriça e antissocial, e sua infância conturbada arruinaram qualquer chance de normalidade na vida adulta.
No dia 27 de janeiro, Aileen foi considerada culpada por assassinato em primeiro grau e condenada à morte na cadeira elétrica. Em março, foi condenada a mais três sentenças, pelos assassinatos de Dick Humphreys, Troy Burress e David Spears. No tribunal, Aileen falou que Richard Mallory a estuprou, mas esses últimos, não; eles apenas começaram.
Em junho, se declarou culpada pelo assassinato de Charles Carskaddon. Em fevereiro de 1993, declarou que matara Walter Gino Antonio. Não foi condenada pelo assassinato de Peter Siems pois seu corpo não foi encontrado, mas recebeu seis penas de morte.
A casa de Aileen foi vandalizada e os arquivos do caso foram roubados. Depois que o único advogado que questionou o primeiro julgamento recebeu ameaças de morte e o boato que o conselheiro municipal negociara contratos para livros e filmes sobre Aileen, as pessoas passaram a duvidar da culpa de Aileen e organizaram protestos, pediram novo julgamento, defenderam Wuornos. Ela pediu perdão para a família das vítimas e disse que se arrependia.

### A Execução
Em 2001, Aileen Wuornos pediu à Suprema Corte da Flórida a demissão de seu advogado e suspensão dos seus recursos, dizendo que matou todos aqueles homens e mataria de novo. Seu pedido foi negado.
O governador Jeb Bush pediu que três psiquiatras fizessem o teste de competência com Aileen, no qual verificariam se ela entendia por quais crimes estava sendo julgada e que seria morta. Os três a julgaram apta para execução.
Mais tarde, Aileen afirmou que sua comida era cozida em terra e urina, e que ouviu os policiais falando que a estuprariam e queriam que ela cometesse suicídio e relatou violência e maus tratos.
No final de sua apelação, Aileen deu uma entrevista a Nick Broomfiled e disse que estavam usando pressão sônica para que ela aparentasse estar louca e "agradeceu" à sociedade por estragar sua vida e fazer com que uma mulher estuprada fosse executada.
A execução de Wuornos aconteceu em 9 de outubro de 2002. Ela faleceu as 9h47 da manhã, horário local. Wuornos recusou o direito de ter uma última refeição (que não poderia exceder $ 20 dólares) e optou apenas por um café. Suas últimas palavras foram: "Sim, gostaria apenas de dizer que estou navegando com a rocha e voltarei, como no filme Independence Day, com Jesus. 6 de junho, como no filme. Grande nave-mãe e tudo, eu voltarei, eu voltarei." Wuornos foi a décima mulher a ser executada nos Estados Unidos, e a segunda na Flórida, desde 1976, quando a Suprema Corte restaurou a pena de morte.
Seu corpo foi cremado e suas cinzas espalhadas debaixo de uma árvore por sua amiga de infância Dawn Botkins, no estado de Michigan. Segundo seu desejo, as cinzas foram espalhadas enquanto a música “Carnival”, de Natalie Merchant, tocava.

## Legado e avaliação psicológica
Os crimes de Wuornos são consistente com o modelo psicopatológico de mulheres que matam. Ela foi considerada como tendo uma personalidade psicopata. Alguns analistas apontaram que Wuornos tinha sinais de sofrer de transtorno de personalidade borderline e transtorno de personalidade antissocial.
Muitos dos abusos sexuais infantis sofridos por Wuornos e sua carreira na prostituição teriam causado danos irrevogáveis a ela e pode-se ver que experiências traumáticas durante a maior parte da sua vida como jovem podem ter um papel no estado psicológico de Wuornos, incluindo a partida de sua mãe biológica, bem como sua avó ignorando o abuso que ela sofreu de seu avô, levando assim à falta de desenvolvimento de um vínculo "mãe-filha" para Wuornos como uma menina. Wuornos também era conhecida por ter problemas comportamentais precoces, como um temperamento explosivo que limitava sua capacidade de fazer amigos, além de tornar cada vez mais difícil para ela manter relacionamentos.
Sua infância traumática, incluindo seu abuso físico e sexual, foi parcialmente ligada ao desenvolvimento de seu transtorno de personalidade limítrofe. Esse trauma severo também pode interromper o desenvolvimento da mente e resultar em "defesas primitivas, dissociativas e cindidas para afastar a intensidade da estimulação emocional e sexual que não pode ser integrada na infância".
Segundo o artigo na revista Vice, Aileen Wuornos é considerada “heroína cult” e “ícone feminista” por algumas pessoas. É vista como uma importante figura para trabalhadores sexuais, sobreviventes de violência sexual e feministas porque sua história mostra como a vida dessas pessoas estão constantemente ameaçadas, seja pelo perigo que enfrentam com clientes, estigma social ou estado punitivista.
Sua história serviu como base para o filme Monster em 2003, que rendeu o Oscar de melhor atriz para Charlize Theron que representou Aileen como a personagem principal.